# Copiphora flavoscripta
Copiphora flavoscripta är en insektsart som beskrevs av Walker, F. 1869. Copiphora flavoscripta ingår i släktet Copiphora och familjen vårtbitare. Inga underarter finns listade i Catalogue of Life.